# Кодубец
Кодубец — хутор в Острогожском районе Воронежской области.
Входит в состав Криниченского сельского поселения.
На хуторе имеются три улицы — Низовая, Полевая, Центральная и два переулка — Зелёный, Трудовой.

## Население
Население хутора в 2000 году составляло 48 человек, в 2005 году — 45 человек.
| 1859 | 2000 | 2005 | 2010 |
| ---- | ---- | ---- | ---- |
| 298  | ↘48  | ↘45  | ↘25  |